# Tethocyathus recurvatus
Tethocyathus recurvatus är en korallart som först beskrevs av Pourtalès 1878.  Tethocyathus recurvatus ingår i släktet Tethocyathus och familjen Caryophylliidae. Inga underarter finns listade i Catalogue of Life.